# Petiția dreptului
În 1628, parlamentul îi adresează regelui Carol I Stuart, Petitia Dreptului , prin care i se cerea ca: „Nici un om liber nu poate fi arestat, nici lipsit de drepturi fără o sentință judecătorească”, "Taxele și impozitele vor fi aprobate numai de către parlament".
Cinci parlamentari,si anume : Sir John Eliot,John Pym,John Hampden,Thomas Wentworth si Oliver Cromwell intocmesc aceasta petitie,"Petition of Rights",prin care i se cerea regelui sa renunte la politica absolutista pe care o ducea si sa colaboreze cu Parlamentul,dar si sa incheie colaborarea cu catolicii din Irlanda si Scotia. Nu după mult timp după ce Carol I Stuart semnează petiția, el dizolvă Parlamentuli in anul 1629  și continuă o perioadă de conducere personală de 11 ani,dupa acesti ani , in anul 1640 acesta reinfiinteaza parlamentul dar acesta i se opune in continuare .